# Женщины в чёрном
Женщины в чёрном (Нашим Бешахор) (англ. Women in Black; ивр. נשים בשחור‎, серб. Жене у црном / Žene u crnom) — международная сеть женщин, работающих во имя мира, справедливости, выступающих против несправедливости, войн, милитаризма и других форм насилия. Важным фокусом внимания «Женщин в чёрном» является военная политика правительств разных государств.

## История
Впервые возникшая в 1988 году в ответ на нарушения прав человека израильскими солдатами на оккупированных территориях. Локальные группы действовали автономно, в том числе в вопросе включения/невключения мужчин в свои акции. В пик первой палестинской интифады в стране проходило единовременно 30 пикетов. Их количество существенно сократилось после Соглашения в Осло в 1993 году, когда многие сочли, что мир с Палестиной должен быть вот-вот заключён, и вновь возросло, когда в результате новых эпизодов насилия оказалось, что эти ожидания преждевременны.
Первые подобные инициативы в других странах сперва возникли как акции солидарности с израильской группой, а затем начали организовываться в поддержку других социальных и политических требований. Несмотря на то, что в каждой акции цели и действия определяются самостоятельно, инициативные группы по всему миру поддерживают связь и проводят международные собрания. Наиболее распространённая тактика акционизма состоит в том, что участницы становятся вместе в различных общественных местах и хранят молчание, если их не начинают спрашивать проходящие. Порой эти разговоры перерастают в бурные дискуссии и споры.

### В Израиле
Инициатива объединила израильтянок, которые выходили каждую пятницу в центр Иерусалима, облаченные в чёрное, чтобы почтить память жертв вооружённого конфликта. Постепенно эта акция стала распространяться на другие города Израиля: каждую неделю женщины выходили на главные площади или развязки крупных магистралей, чтобы высказываться против оккупации. Изначально движение не стало принимать никакую общую программу, кроме антивоенного протеста, будучи довольно разнообразными по своим политическим взглядам.

### В Сербии
Наиболее заметной была группа «Женщин в чёрном» из бывшей Югославии, которые в 1990-х гг. выступали против бушевавшей национальной розни, ненависти и кровопролития, зачастую становясь объектами нападения националистов. Во главе инициативы встала активистка Сташа Зайович.

### В России
Инициатива «Женщин в чёрном» неоднократно осуществлялась в России. В 1994 году группа женщин, среди которых сотрудницы известных Петербургских правозащитных организаций, вышла к Казанскому Собору и Дворцовой Площади, чтобы выступить против карательных действий российских войск в Чечне. В 2022 году, после осуществления вторжения России на Украину, инициатива была проведена в данном контексте.